# Brasc
Brasc település Franciaországban, Aveyron megyében. Lakosainak száma 172 fő (2022. január 1.). Brasc La Bastide-Solages, Connac, Coupiac, Montclar, Réquista és Fraissines községekkel határos.

## Népesség
A település népessége az elmúlt években az alábbi módon változott:
| Lakosok száma | 309  | 244  | 190  | 197  | 164  | 160  | 167  | 172  | 173  | 172  |
|               | 1968 | 1982 | 1990 | 2006 | 2013 | 2015 | 2017 | 2019 | 2020 | 2022 |